# Kuusamo

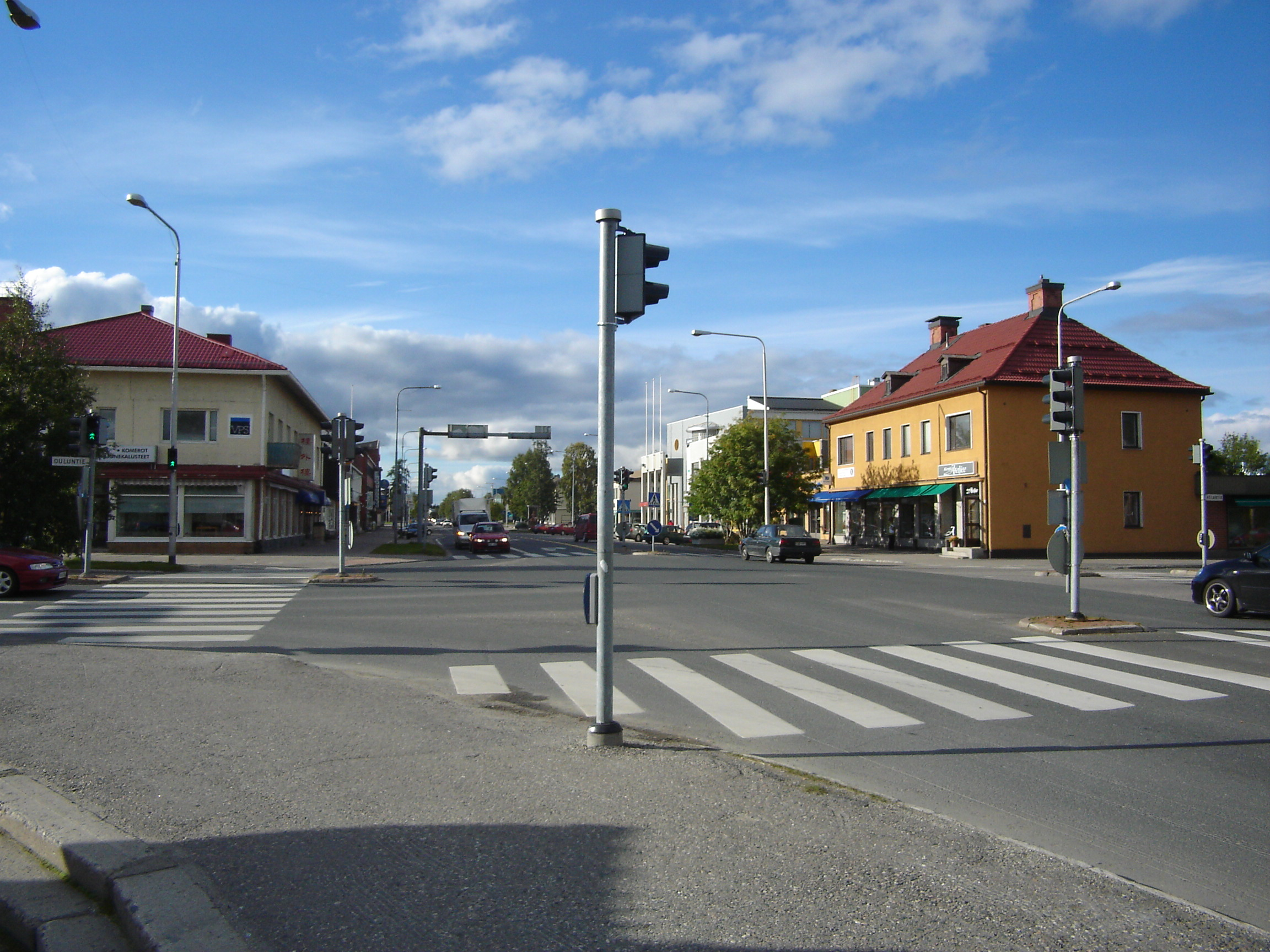
Kuusamo centrum.

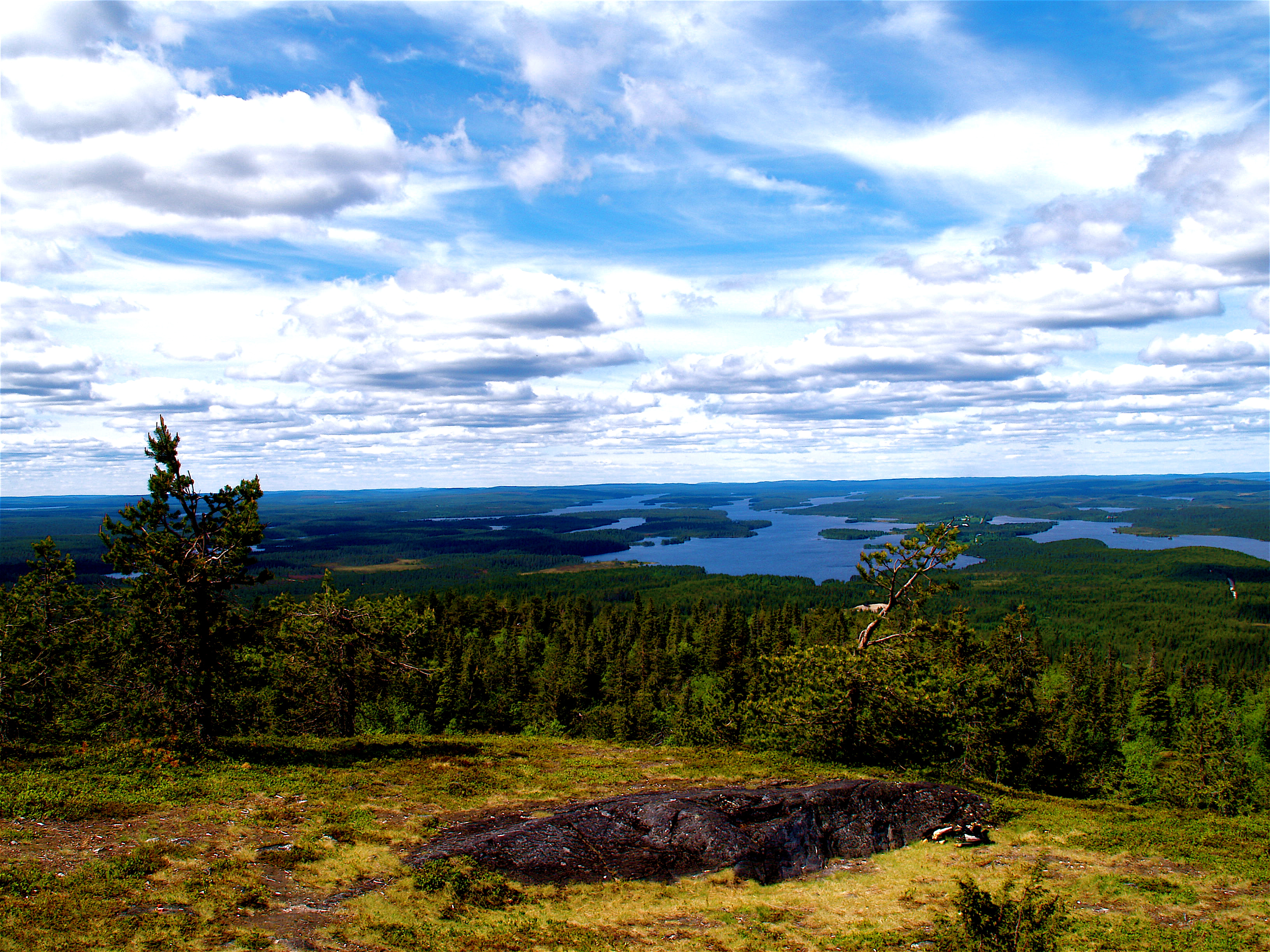
Iivaara.

Kuusamo är en stad i landskapet Norra Österbotten i före detta Uleåborgs län i Finlands nordöstra del. Kuusamo har 15 165 invånare och har en yta på 5 808,92 km².
Grannkommuner är Posio, Salla, Suomussalmi och Taivalkoski.
I Kuusamo stad, som ligger i området Koillismaa, ligger bland annat orten Kuolio, skidorten Ruka samt delar av Oulanka nationalpark. Stadsrättigheter gavs år 2000 och Kuusamo är enspråkigt finskt.

## Historia
Kuusamo tillhörde Kemi lappmark fram till 1776, därefter till Uleåborgs län.
Kuusamo ockuperades av Sovjetunionen under delar av andra världskriget och finska vinterkriget 1939-40. Genom Moskvafreden 12 mars 1940 avträddes av kommunen till Sovjetunionen ett område omfattande en areal av 1 795,40 km², varav 1 638,07 km² land och 157,33 km² vatten.

## Geografi

### Tätorter
Vid Statistikcentralens tätortsavgränsning den 31 december 2021 fanns tre tätorter inom Kuusamo stads område:
| Nr | Tätort                | Folkmängd |
| -- | --------------------- | --------- |
| 1  | Kuusamo centraltätort | 8 338     |
| 2  | Tolpanniemi           | 1 146     |
| 3  | Ruka                  | 243       |

## Näringsliv
I Kuusamo ligger Kuusamo Timmerhus fabrik som är kända för sin export av klassiska timmerhus. Enbart fabriken sysselsätter omkring femtio anställda och virket kommer från den lokala gran- och furuskogen.

## Styre och politik

### Mandatfördelning i Kuusamo stad, valen 1976–2021
| 4 | 3 | 2 | 27 |  | 6 |

| 4 | 3 | 2 | 27 | 7 |

| 2 | 4 | 3 | 27 | 7 |

| 2 | 4 | 2 | 29 | 6 |

| 2 | 5 | 2 |  | 29 | 4 |

|  | 5 | 2 |  | 29 | 5 |

|  | 4 | 2 |  | 30 |  | 4 |

|  | 3 | 2 | 31 |  | 5 |

| 29 | 14 |

| 2 | 4 | 2 | 28 | 7 |

| 31 | 12 |

| 2 | 3 | 3 | 5 | 25 | 5 |

| 30 | 13 |

| 2 | 2 | 4 | 2 | 24 | 5 |

| 25 | 14 |

| 2 | 2 | 3 | 4 | 21 | 7 |

| 25 | 14 |

### Vänorter
Kuusamo har följande vänorter:
- Avesta kommun, Sverige (sedan 1984)
- Louhi, Ryssland (sedan 1989)

## Befolkning

### Befolkningsutveckling
| Befolkningsutvecklingen i Kuusamo stad 1975–2020                                                             | Befolkningsutvecklingen i Kuusamo stad 1975–2020 | Befolkningsutvecklingen i Kuusamo stad 1975–2020 | Befolkningsutvecklingen i Kuusamo stad 1975–2020 | Befolkningsutvecklingen i Kuusamo stad 1975–2020 |
| --- | ------------------------------------------------ | ------------------------------------------------ | ------------------------------------------------ | ------------------------------------------------ |
| |                                                  |                                                  |                                                  |                                                  |
| År |                                                  |                                                  | Folkmängd                                        |                                                  |
| 1975 | 1975                                             |                                                  | 17 304                                           |                                                  |
| 1980 | 1980                                             |                                                  | 17 200                                           |                                                  |
| 1985 | 1985                                             |                                                  | 17 923                                           |                                                  |
| 1990 | 1990                                             |                                                  | 18 126                                           |                                                  |
| 1995 | 1995                                             |                                                  | 18 687                                           |                                                  |
| 2000 | 2000                                             |                                                  | 17 729                                           |                                                  |
| 2005 | 2005                                             |                                                  | 17 113                                           |                                                  |
| 2010 | 2010                                             |                                                  | 16 492                                           |                                                  |
| 2015 | 2015                                             |                                                  | 15 688                                           |                                                  |
| 2020 | 2020                                             |                                                  | 15 213                                           |                                                  |
| Anm: Uppgifterna avser förhållandena den 31 december nämnda år enligt områdesindelningen den 1 januari 2022. |                                                  |                                                  |                                                  |                                                  |

### Språk
Befolkningen efter språk (modersmål) den 31 december 2022. Finska, svenska och samiska räknas som inhemska språk då de har officiell status i landet. Resten av språken räknas som främmande. För språk med färre än 10 talare är siffran dold av Statistikcentralen på grund av sekretesskäl.
| Språk                        | Talare 2022-12-31 | Talare 2022-12-31 |
| Språk                        | Antal             | Andel (%)         |
| ---------------------------- | ----------------- | ----------------- |
| Hela befolkningen            | 15 146            | 100,0             |
| Inhemska språk totalt        | 14 651            | 96,7              |
| Finska                       | 14 604            | 96,4              |
| Svenska                      | 41                | 0,3               |
| Samiska                      | 6                 | 0,0               |
| Främmande språk totalt       | 495               | 3,3               |
| Ryska                        | 156               | 1,0               |
| Swahili                      | 54                | 0,4               |
| Turkiska                     | 33                | 0,2               |
| Tyska                        | 27                | 0,2               |
| Arabiska                     | 25                | 0,2               |
| Engelska                     | 25                | 0,2               |
| Tagalog                      | 24                | 0,2               |
| Thailändska                  | 21                | 0,1               |
| Annat språk                  | 20                | 0,1               |
| Nederländska                 | 17                | 0,1               |
| Estniska                     | 10                | 0,1               |
| Språk med färre än 10 talare | 83                | 0,5               |

|  | Finska (96,4 %) |

|  | Svenska (0,3 %) |

|  | Samiska (0,0 %) |

|  | Främmande språk (3,3 %) |

|  | Finska (96,4 %) |

|  | Svenska (0,3 %) |

|  | Samiska (0,0 %) |

|  | Främmande språk (3,3 %) |

## Idrott
Kuusamo är en vintersportort, och har arrangerat flera världscupdeltävlingar i längdskidåkning, backhoppning och nordisk kombination. Även världsmästerskapen i freestyle 2005 arrangerades här. Kuusamon Pallo-Karhut är aktiva i flera sporter, med bland annat ett elitlag i volleyboll.